# Kazuhiko Shimamoto
Kazuhiko Shimamoto  (島本 和彦?, Shimamoto Kazuhiko), pseudonimo di Hidehiko Tezuka  (手塚 秀彦?, Tezuka Hidehiko) (Ikeda, 26 aprile 1961) è un fumettista giapponese.

## Biografia
Nato a Ikeda nell'Hokkaidō ha passato la sua infanzia a Obihiro. Ha frequentato la Osaka University of Arts nel dipartimento di belle arti e nel 1982, mentre ancora frequentava l'università, ha debuttato nel numero speciale di febbraio della rivista Shōnen Sunday con Hissatsu no Denkousei. Dopo questa esperienza abbandonò gli studi per dedicarsi completamente alla sua carriera di mangaka.

## Carriera
Durante la sua carriera Shimamoto ha scritto e disegnato numerosi manga, tra cui i più importanti sono Honō no Tenkōsei, Moeyo Pen e i suoi seguiti Manga Bomber, Shin Hoero Pen e il suo prequel Aoi Honoo, alcune serie di Kamen Rider, Skull Man (sequel diretto dell'omonima opera di Shotaro Ishinomori) e Anime Tenchou.

## Opere
- Honō no Tenkōsei (炎の転校生?)
- Kaze no Senshi Dan (風の戦士ダン?) scritto da Tetsu Kariya
- Nine in Adversity (逆境ナイン Nine in Adversity?, Gyakkō Nain)
- Mubou Captain (無謀キャプテン ?)
- Otoko no Ichimai Red Card (男の一枚 レッド・カード ?)
- Gekitou (ゲキトウ ?)
- Moeru V (燃えるV?)
- Insider Ken (インサイダーケン?)
- Wonder Bit (ワンダービット ?)
- Chousensha (挑戦者 ?)
- Onsen Man (オンセンマン ?)
- Brazil Kara no Tegami (ブラジルからの手紙?)
- Totsugeki Wolf (とつげきウルフ?)
- Battle Thunder (バトルサンダー ?)
- Moeyo Pen (燃えよペン ?)
- Manga Bomber (吼えろペン?) primo sequel di Moeyo Pen
- Shin Hoero Pen (新・吼えろペン?) secondo sequel di Moeyo Pen
- Shinseiden Megashiddo (神聖伝メガシード?)
- Kamen Rider ZO (仮面ライダーZO ?)
- Kamen Rider Black PART X Imitation 7 (仮面ライダーBlack PART X イミテーション7?)
- Moeru!! Joshi Pro-Wrestling (燃える!! 女子プロレス?)
- The Shimamoto (ザ・島本?)
- Dainetsugen (大熱言?)
- Despai (デスパイ ?)
- Mega Mega Miina (メガMEGAみーな?)
- Hoono no Ninja Man (炎のニンジャマン?)
- Hoono no Nobunaga Sengoku Gaiden (炎の信長・戦国外伝 ?)
- Kamen Boxer (仮面ボクサー?)
- Nagareboshi no Jackel (流れ星のジャッカル ?)
- Hoono no Fudekon (炎の筆魂?)
- Hoono no Fudekon Nino Kobushi (炎の筆魂 弐之拳?)
- Insider Ken (インサイダーケン?)
- Skull Man (スカルマン?) sequel del manga originale di Shōtarō Ishinomori
- Manga Nihon no Keizai (マンガ日本の経済?) in collaborazione con Shotaro Ishinomori
- Anime Tenchou (アニメ店長?)
- Takyuu Shachou (卓球社長?)
- Moero!! King of Heart Kidou Butou Den G Gundam (燃える!! キング・オブ・ハート 機動武闘伝Gガンダム?)
- Battlefield (Battleフィールド?)
- Samurai Spirits (サムライスピリッツ?)
- Samurai Spirits 4 Koma Daikoushin (サムライスピリッツ4コマ大行進?)
- Aoi Honō (アオイホノオ?) prequel di Moeyo Pen